# Cyrillia
Genre
Cyrillia est un genre de mollusques gastéropodes marins de la famille des Raphitomidae.

## Description
Les coquilles sont assez petites (5 à 10 mm), leur aspect est réticulé. L'ouverture est piriforme. La lèvre est légèrement crénelée vers l'extérieur et nettement denticulée vers l'intérieur.

## Liste des espèces
Selon BioLib (12 avril 2023) :
- Cyrillia aequalis (Jeffreys, 1867)
- Cyrillia ephesina (Pusateri, Giannuzzi-Savelli & Stahlschmidt, 2017)
- Cyrillia kabuli (Rolán, Otero-Schmitt & F. Fernandes, 1998)
- Cyrillia linearis (Montagu, 1803)
- Cyrillia obesa (Høisæter, 2016)
- Cyrillia zamponorum (Horro, Gori & Rolán, 2019)